# Watrous
Watrous è un census-designated place (CDP) degli Stati Uniti d'America della contea di Mora nello Stato del Nuovo Messico. La popolazione era di 135 abitanti al censimento del 2010. Watrous ha un ufficio postale con ZIP code 87753, aperto il 14 aprile 1868. La comunità si trova lungo la Interstate 25.

## Geografia fisica
Secondo lo United States Census Bureau, il CDP ha una superficie totale di 1,49 km², dei quali 1,48 km² di territorio e 0,01 km² di acque interne (0,69% del totale).

## Società

### Evoluzione demografica
Secondo il censimento del 2010, la popolazione era di 135 abitanti.

### Etnie e minoranze straniere
Secondo il censimento del 2010, la composizione etnica del CDP era formata dall'85,19% di bianchi, lo 0% di afroamericani, il 2,96% di nativi americani, lo 0% di asiatici, lo 0% di oceanici, l'11,11% di altre razze, e lo 0,74% di due o più etnie. Ispanici o latinos di qualunque razza erano l'83,7% della popolazione.